# 루비포지
루비포지(RubyForge)는 협력 리비전 제어 및 소프트웨어 개발 관리 시스템이다. 루비 (프로그래밍 언어)와 관련된 프로젝트를 호스팅한다.
2007년 11월 기준으로, 4440여 개의 프로젝트와 21794여 명의 사용자가 등록되어 있다.

## 설명
루비포지는 매우 유용한 루비 라이브러리를 제공하고 있다. 그 중 다수가 젬 방식으로 배포되고 있다.
루비포지 웹사이트 메뉴 중 "프로젝트 트리" 메뉴로 들어가면, 각종 루비 프로젝트를 주제별로 탐색해 볼 수 있다.

## 제작자
비영리 단체인 루비 센트럴이 운영하고 있다. 루비 센트럴은 오픈소스 루비 프로그래밍 언어 관련 홍보 활동을 하고 있다.

## 기부자
디펜더 호스팅(Defender Hosting)이 메인 서버에 대한 무료 네트워크 대역을 제공하고 있으며, 인포에더(InfoEther, Inc.)가 하드웨어, 시스템 운영 지원을 하고 있다.